# Dave Piccioni
Dave Piccioni (Huddersfield, 1962) is een Britse DJ en ondernemer.

## Biografie
Piccioni werd geboren in Huddersfield als zoon van een Italiaanse vader en een Britse moeder. In zijn puberjaren raakte hij in de ban van feestjes en dj'en. In 1986 vertrok hij voor een tijd naar New York. Hij wilde aanvankelijk drie maanden blijven maar dat werden vijf jaar. Daar raakt hij betrokken bij de housescene. Toen hij in 1991 terugkeerde naar het VK kocht hij zich in als partner in de platenzaak Blackmarket in London. Daar richtte hij ook het label Azuli Records op.